# Daniel af Klintberg
Rolf Daniel Ferdinand af Klintberg, född 5 juli 1965, är en svensk radio- och TV-producent.

## Biografi
Daniel af Klintberg har en bakgrund på Sveriges Radio P3 och ZTV. På ZTV var han programchef 1994–1996. Därefter började han som projektledare på SVT Nöje, bland annat för Detta har hänt. En period under 2002 trädde han dessutom in som tillförordnad underhållningschef på SVT Fiktion i Stockholm. Därefter var han biträdande nöjeschef. År 2003 lämnade han SVT för att bli Sverigechef för Nordisk Film TV och 2008 inledde han en sejour i reklambranschen som vd för byrån Great Works.
År 2011 återvände han till radion för att bli underhållningschef på Sveriges Radio, med bland annat ansvar för Sommar i P1.

## Familj
Daniel af Klintberg är son till folklivsforskaren Bengt af Klintberg och Katarina af Klintberg som är en av grundarna till Polarn O. Pyret. Han är bror till journalisterna Karin af Klintberg och Elin af Klintberg.
Han är gift med tidigare programledaren Minoo Bigner.